# Marc Juli Filip
Marc Juli Filip o Marc Juli Sever Filip (o Felip) (en llatí Marcus Iulius Severus Filipus) era fill de l'emperador Filip l'Àrab (Filip I).
Tenia set anys quan el seu pare va ser proclamat emperador l'any 244, el qual el va nomenar immediatament cèsar. Tres anys després va ser nomenat cònsol amb només 10 anys, i va ser reconegut com a august amb el nom de Filip II, compartint la púrpura imperial amb el seu pare. Nomenat altre cop cònsol el 248, l'any en què es van celebrar els Jocs Seculars per commemorar el mil·lenari de Roma. La tardor del 249 va ser assassinat a Roma per la guàrdia pretoriana en conèixer la derrota del seu pare (segons Aureli Víctor) o va morir en la batalla de Verona (segons Zòsim) quan tenia uns 11 o 12 anys.
No se sap res de la vida d'aquest noi a part de la característica de què no reia mai, cosa que el seu pare considerava un mèrit. Uns bufons el van cridar a l'escenari durant els jocs, i ell va apartar la cara amb fàstic. El nom de Sever se li dona a algunes monedes trobades a Pamfília i derivaria de la seva mare Otacília Severa. Víctor l'anomena Gai Juli Saturní Filip però aquest nom no té confirmació de cap medalla o moneda ni de cap altra autor.